# Falcon 1
El Falcon 1 fou un vehicle de llançament parcialment reutilitzable dissenyat i manufacturat per SpaceX. Aquest coet two stage to orbit utilitza LOX/RP-1 pels dos trams. El primer tram és impulsat per un únic motor Merlin i el segon per un únic motor Kestrel. Fou dissenyat des de zero per SpaceX i fou el primer coet orbital impulsat únicament amb combustible líquid en ser desenvolupat amb finançament privat. Foren així anomenats en homenatge a la nau de La guerra de les galàxies.
El Falcon 1 arribà a l'òrbita en el seu quart intent el dia 28 de setembre del 2008, amb un simulador de massa com a càrrega. El 14 de juliol del 2009, el Falcon 1 posà el satèl·lit malaisi RazakSAT en òrbita, en el que era el primer llançament comercial de SpaceX (el cinquè en general).
Era capaç de posar 670 kg en òrbita terrestre baixa i 430 kg en òrbita heliosincrònica.